# Tibo Dujardin
Tibo Dujardin (22 februari 2000) is een Belgisch korfballer.

## Levensloop
Dujardin is actief bij Boeckenberg. Met deze club werd hij sinds 2018 driemaal zaalkampioen (2018, 2020 en 2023) en was hij in 2018-'19 finalist in de Europa Cup.
Daarnaast maakt hij deel uit van het Belgisch korfbalteam. Met de Belgian Diamonds behaalde hij onder meer brons op het wereldkampioenschap van 2023 te Taipei.

## Erelijst
- Belgisch kampioen zaalkorfbal, 4x (2018, 2020, 2023, 2025)
- Beker van België, 1x (2025)